# Slobodni put
Slobodni put je udaljenost koju pojedina elementarna čestica u sustavu čestica (na primjer u plinu) prevali između dvaju uzastopnih sudara s okolnim česticama. Srednji slobodni put prosječna je udaljenost između dvaju sudara; u osnovi odgovara omjeru svih putova koje čestice sustava prevale u određenom vremenu i broja sudara u tom istom vremenu (kinetička teorija plinova)
| Raspon tlaka           | Tlak u hPa (mbar) | Tlak u mmHg (torr) | Molekule / cm3 | Molekule / m3 | Slobodni put  |
| ---------------------- | ----------------- | ------------------ | -------------- | ------------- | ------------- |
| Atmosferski tlak       | 1013              | 759,8              | 2,7 × 1019     | 2,7 × 1025    | 68 nm         |
| Niski vakuum           | 300 – 1           | 220 – 8×10−1       | 1019 – 1016    | 1025 – 1022   | 0,1 – 100 μm  |
| Srednji vakuum         | 1 – 10−3          | 8×10−1 – 8×10−4    | 1016 – 1013    | 1022 – 1019   | 0,1 – 100 mm  |
| Visoki vakuum          | 10−3 – 10−7       | 8×10−4 – 8×10−8    | 1013 – 109     | 1019 – 1015   | 10 cm – 1 km  |
| Jako visoki vakuum     | 10−7 – 10−12      | 8×10−8 – 8×10−13   | 109 – 104      | 1015 – 1010   | 1 km – 105 km |
| Izuzetno visoki vakuum | <10−12            | <8×10−13           | <104           | <1010         | >105 km       |

## Veličina i broj atoma
Do važnih pogleda u strukturi materije vodilo je ispitivanje miješanja različitih plinova. Da bismo promatrali takve pojave, možemo staklenu posudu zidom rastaviti u dva dijela i svaku polovinu ispuniti različitim plinom. Neka je u jednom dijelu plin crvene boje, a u drugom žute. Kad udaljimo zid iz posude, plinovi se počnu miješati. Pokusima se opaža kako crveni plin postepeno prodire u prostor žutog plina, dok se žuti plin širi u prostor crvenog. Samu tu pojavu očekujemo prema načem shvaćanju tako da su plinovi rojevi brzih molekula. Tok miješanja je polagan, što na prvi pogled iznenađuje. Pojedini plin postepeno prodire u dio prostora gdje se prije nalazio. Kako da se ovo relativno sporo miješanje plinova pomiri s prijašnjim nalazom da se molekule kreću s velikim brzinama. Budući da molekule jure s brzinom od više stotina metara u sekundi, očekivali bismo da će u tren oka doći od jednog kraja posude na drugi. Miješanje dvaju plinova zbilo bi se u kratko vrijeme. No uistinu sporost miješanja nije u suprotnosti s atomističkom teorijom. Dosad smo zanemarili procese koji su od bitne važnosti za te pojave, a to su međusobni srazovi molekula. Pri ispitivanju tlaka i energije plina te srazove možemo zanemariti. 
Pri srazu dviju čestica ne gubi se ni ukupna energija ni impuls sile, pa konačno djelovanje na zidove posude ostaje isto, kao da i nema srazova. Međutim pri mješanju plinova je drukčije. Pojedine molekule srazuju se i pri tom stalno mijenjaju smjer svojeg kretanja. Brzina miješanja zavisi od toga kako se dugo pojedine crvene ili žute molekule kreću prema prostoru, gdje prije nisu bile. Uočimo neku crvenu molekulu, koja se na početku miješanja kreće prema žutom plinu. U tom smjeru kreće se ona samo dotle, dok se ne sukobi s kojom drugom molekulom. Poslije sukoba kreće se ili sasvim prema natrag ili na stranu. U sljedećem trenutku doživi opet sukob s nekom drugom molekulom. Taj ponovni sraz joj promijeni opet smjer brzine. Poslije vrlo velikog broja srazova molekula se sasvim malo pomakne od početnog položaja. Njeno konačno napredovanje ne zavisi od početnog smjera kretanja. Budući da je jednako vjerojatno da se molekula konačno pokrene naprijed ili nazad, jedan dio molekula crvenog plina polagano se pomakne prema žutom plinu, a drugi ostane u prvotnom dijelu. Brzina miješanja različitih plinova u prvom redu je određena brojem srazova, a ne samim brzinama molekula. Iako su njihove brzine vrlo velike, molekule u istom smjeru prevale samo kratke putove. 
Prosječnu duljinu između dva sraza zovemo slobodnim putom. On je mjerodavan za mnoge pojave, kao na primjer za unutarnje trenje, toplinsku vodljivost, brzinu miješanja plinova i tako dalje. Pokusnim ispitivanjem tih pojava može se točno odrediti slobodni put molekula. Prosječna duljina kretanja između dva sraza jako zavisi jako zavisi od gustoće plina, od broja molekula u m3. U zraku slobodni put molekula iznosi oko 0,000 1 mm. Molekule prevaljuju, dakle, u istom smjeru izvanredno male putove. One su slične roju mušica koje lete s velikim brzinama, ali se neprestano sukobljuju pa se konačno samo sporo pomiču. 
Sporost miješanja plinova očigledno pokazuje da molekule ne smijemo predočiti točkama. Srazovi nastaju samo između tijela koja zapremaju prostor. Najlakše je molekule zamisliti kao male biljarske kuglice. Što je veći presjek molekule, to češće će se ona sukobiti s drugim molekulama. Kad molekula juri u plinu, ostale joj molekule svojim presjecima postavljaju zapreke koje ona ne može proći. Sudar nastupi ako centri molekula dođu u udaljenost jednaku promjeru molekula. Označimo li promjer molekula s d, tad udarni presjek ima površinu π∙d2. Pojedina molekula udarit će to prije o druge što su one veće. Slobodni put je obrnuto razmjeran udarnom presjeku molekula. Pored toga će broj srazova biti veći, što je više molekula u 1 m3. Broj molekula plina u 1 m3 označit ćemo s n. Slobodni put s je tada jednak:
{\displaystyle s={\frac {1}{\pi \cdot d^{2}\cdot n}}\ }
Ispravnost te jednadžbe vidi se i po tome što su mali valjci, koji za bazu imaju udarni presjek, a za visinu slobodni put, upravo raspoloživi prostori u kojima se molekule nesmetano kreću. No za svaku molekulu otpada raspoloživi prostor jednak 1/n, jer se u 1 m3 nalazi n molekula. Po gornjoj jednadžbi taj raspoloživi prostor svake molekule upravo je jednak volumenu valjka s bazom π∙d2 i visinom s. Time je izraz za slobodni put dokazan. 
M. Born i Bormann su pronašli direktnu metodu za mjerenje slobodnog puta. Oni su poput O. Sterna proizveli brze molekularne zrake. Od užarene niti otkidali su se atomi srebra velikom brzinom. Pomoću zastora izdvojio se oštar snop atoma srebra. Kad je u staklenoj cijevi vakuum, svi atomi srebra padnu na ploču koja se nalazi iza otvora na zastoru. Međutim, Born i Bormann su napunili staklenu cijev vrlo razrijeđenim plinom. Tada su se atomi srebra raspršivali na molekulama plina i jedan dio, naravno, nije više došao do ploče. Slobodni put u zraku pod tlakom jednog bara jednak je:
{\displaystyle s=0{,}000\,13\;{\mbox{mm}}}
Na istu veličinu dolazi se i drugim sasvim različitim putovima, na primjer ispitivanju unutarnjeg trenja plina ili toplinske vodljivosti. 
Slobodni put je određen presjekom i brojem molekula u 1 m3. Pokusima se slobodni put može mjeriti, pa su se tako dobile prve izjave o veličini i broju molekula. Ipak se iz slobodnog puta ne može posebno izračunati broj i veličina molekula jer u tom izrazu dolazi zajedno umnožak broja i presjeka. Da izračunamo te dvije veličine, moramo naći još neku jadnadžbu te temeljne atomističke veličine. Mi ćemo volumen i broj molekula stavit u vezu s gustoćom elementa u tekućem i plinovitom stanju. U tekućem vodiku molekule su vrlo gusto zbijene. Grubo se može pretpostaviti da ispunjuju potpuno cijeli prostor. Na svaku molekulu s promjerom od d otpada volumen jednak d3. U 1 m3 ima n’ takvih kocki, naslaganih jedna uz drugu. Volumen kocke pomnožen njihovim brojem jednak je jednom kubičnom metru. Dakle:
{\displaystyle d^{3}\cdot n^{'}=1}
Ovu jednadžbu usporedit ćemo s izrazom za slobodni put:
{\displaystyle s={\frac {1}{\pi \cdot d^{2}\cdot n}}\ }
Pomnoživši međusobno lijeve i desne strane ovih jednadžbi, dobivamo za promjer molekula konačan izraz:
{\displaystyle d=\pi \cdot {\frac {n}{n^{'}}}\cdot s}
Omjer između broja molekula u plinskom i tekućem stanju jednak je omjeru gustoća tih stanja. Gustoća tekućeg vodika iznosi 0,06. Vodik kao plin kod 0 °C i tlaka jedne atmosfere ima gustoću 0,000 09. Prema tome je omjer n/n’ jednak 0,001 5. Kod uzete temperature i tlaka slobodni put u vodikovu plinu iznosi oko 0,000 1 mm. Uvrstivši sve te iskustvene brojeve u gornju jednadžbu, dobivamo za polumjer molekule približno veličinu 10-10 m ili 10 nm. Da bismo prekrili duljinu od 1 metra, potreban bi bio niz od 10 milijardi molekula. Promjeri molekula su izvanredno sitni. Prikazani postupak samo je jedna od mnogih metoda pomoću kojih se u fizici mogu odrediti veličine molekula. Sve te metode vode do iste veličine. 
Odredivši veličinu molekule, bilo je Loschmidtu lako proračunati broj molekula u jednom molu, odnosno broj atoma u jednom gramu vodika. Zacijelo, promjeri molekula nisu sasvim određene veličine; one zavise od toga kako ih mjerimo. Predodžbu molekule kao biljarske kuglice ne treba uzetu suviše ozbiljno. Promjer molekula određen je u kinetičkoj teoriji iz srazova, ali su uistinu međusobni molekularni srazovi zamršeniji od sukoba biljarskih kuglica. 
Točna određenja broja molekula izbjegavaju vezu s veličinom molekula. Broj molekula u jednom molu je oštro dana veličina, promjeri molekula to naprotiv nisu. Oštroumnim metodama je J. B. Perrin vrlo točno odredio Avogadrov broj. 
Ima vrlo mnogo metoda za određivanje Avogadrovog broja. Sve one vode na iste veličine. Broj atoma u 1,008 grama vodika ili broj molekula u jednom molu, takozvani Avogadrov broj, je jednak:
{\displaystyle \qquad L=6,0221412\cdot 10^{23}\ \mathrm {mol} ^{-1}}
Svi vidljivi predmeti građeni su od golemog broja molekula ili atoma. Atomi su tako sitni da tek u velikom mnoštvu proizvode vidljive učinke. Kod svih procesa u svakidašnjem životu sudjeluje uvijek nezamislivo velik broj atoma. Zbog svoga golemog broja i sićušnosti atomi proizvode u makroskopskim dimenzijama učinke, kod kojih se potpuno gube atomska svojstva materije. Procesi nam se čine kao kontinuirani prijelazi, iako se pod njima krije atomska struktura svijeta.
Našavši Avogadrov broj, možemo lako izračunati mase atoma. U 1,008 g vodika nalazi se 6,02∙1023 atoma. Dakle je masa vodikova atoma jednaka:
{\displaystyle \mathrm {m_{H}} =1,67\cdot 10^{-27}\ \mathrm {kg} }
Iz poznatih relativnih atomskih težina mogu se odrediti mase atoma svih kemijskih elemenata.